# 塔马拉德坎波斯
塔马拉德坎波斯，是西班牙卡斯蒂利亚-莱昂帕伦西亚省的一个市镇。 总面积21平方公里，总人口89人（2001年），人口密度4人/平方公里。